# Municipio de Grant (condado de Pottawatomie)
El municipio de Grant (en inglés: Grant Township) es un municipio ubicado en el condado de Pottawatomie en el estado estadounidense de Kansas. En el año 2010 tenía una población de 268 habitantes y una densidad poblacional de 3,47 personas por km².

## Geografía
El municipio de Grant se encuentra ubicado en las coordenadas 39°31′26″N 96°5′1″O / 39.52389, -96.08361. Según la Oficina del Censo de los Estados Unidos, el municipio tiene una superficie total de 77.19 km², de la cual 76,95 km² corresponden a tierra firme y (0,31 %) 0,24 km² es agua.

## Demografía
Según el censo de 2010, había 268 personas residiendo en el municipio de Grant. La densidad de población era de 3,47 hab./km². De los 268 habitantes, el municipio de Grant estaba compuesto por el 97,39 % blancos, el 1,49 % eran asiáticos, el 0,75 % eran de otras razas y el 0,37 % eran de una mezcla de razas. Del total de la población el 2,24 % eran hispanos o latinos de cualquier raza.